# Abattoir Fermé
Abattoir Fermé is een professioneel theatergezelschap uit Mechelen (België). Het gezelschap is actief in verschillende genres, disciplines en media. Het staat bekend voor beeldende theaterproducties zonder gesproken tekst, en creëert daarnaast teksttheater, muziektheater, dansant werk, figurentheater. Sporadisch maakt het uitstappen buiten het theater met een televisiereeks, opera's, kortfilms, concerten en videoclips. 

## Situering
Zowel in het theaterwerk als in de nevenprojecten behandelt Abattoir Fermé thema's als ‘de wereld achter de wereld’, lichamelijkheid, rituelen, existentiële angsten en duistere fantasieën. De meeste producties van het gezelschap worden geschreven en geregisseerd door artistiek directeur Stef Lernous. Hij levert eigen teksten en bewerkt bestaand repertoire. De vaste kern van het gezelschap bestaat uit Tine Van den Wyngaert, Kirsten Pieters, Chiel van Berkel, Pepijn Caudron (aka Kreng), Nick Kaldunski en Sven Van Kuijk.
In 2008 won het gezelschap de Vlaamse cultuurprijzen in de categorie Podiumkunsten voor zijn "indringend en huiveringwekkend theater over de verhalen die de samenleving angst aanjagen en over het theater zelf."
Diverse producties werden geselecteerd voor het prestigieuze Het Theaterfestival:
- Galapagos (2005)
- Tinseltown (2007)
- Tourniquet (2008)
- Nimmermeer (2009), een coproductie met figurentheater De Maan
- A Brief History Of Hell (2013)
- Colossus (2015)
- Buko (2017)

Het repertoire van Abattoir Fermé toert met regelmaat buiten België en was te zien in Nederland, Duitsland, Frankrijk, Italië, Zwitserland, Noorwegen, Denemarken, Polen, het Verenigd Koninkrijk en Turkije.

## Geschiedenis

### 1999 tot 2001
Abattoir Fermé werd in 1999 opgericht in Mechelen. In de beginjaren dekte de naam een lokaal en semi-professioneel theatercollectief, vooral begeesterd door Stef Lernous, Nick Kaldunski en Tine Van den Wyngaert.
De eerste productie ging in première op 29 oktober 1999 en was een theaterbewerking van Lewis Carrolls epische nonsensgedicht De Jacht op de Snark.
Tussen 1999 en 2001 maakte Abattoir Fermé meer dan dertig theaterproducties waarvoor de oprichters samenwerkten met tientallen jongeren, scholen, vrijwilligers, niet-professionele acteurs en lokale muziekgroepen. De artistieke interessesfeer situeerde zich bij maatschappelijke randfiguren ('t Kruipend Vlees, Marc & Betty), subculturen (Meiske in 't zwart), grand guignol (De regels van het Goor), volks repertoire (Het nut van Nele, een bewerking van Tijl Uilenspiegel), absurde poëzie (De jacht op de snark) of thema’s uit de taboesfeer (Ontucht in het stadje M., vrij naar Nabokovs Lolita). De voorstellingen werden gepresenteerd in Mechelse amateurtheaters en achterafzaaltjes. De pioniersjaren van het gezelschap werden gedocumenteerd en becommentarieerd in een humoristische brief van stichtend lid Nick Kaldunski aan de toenmalige Belgische koning Albert I, verschenen in het overzichtswerk Anatomie - tien jaar slachten (2009)

### 2002 tot 2005
In 2002 ontving het gezelschap van het Mechels kunstencentrum nOna een schrijf- en creatieopdracht voor Het Warme Hart van de Wereld, waarmee Abattoir Fermé een eerste stap in het professionele theatercircuit zette. Vanaf 2003 kon het gezelschap verder professionaliseren dankzij schrijfopdrachten en enkele projectsubsidies.
Inhoudelijk ontwikkelde de artistieke grondtoon zich geleidelijk tot een zoektocht naar ‘de wereld achter de wereld’: een eigenzinnig theatraal universum bevolkt door (al dan niet fictieve) alternatieve denkers, outsiders, dissidente wetenschappers of underground-kunstenaars. De creaties bleven, net als in de beginjaren, voornamelijk vertrekken van zelf geschreven tekstmateriaal. Parallel aan deze sterk tekstgerichte aanpak (en een voorliefde voor monologen) ontstond een steeds uitgesprokener, en soms controversiële, beeldtaal.
Vooral de creatie van Galapagos (2004) bleek een sleutelmoment in de artistieke en professionele ontwikkeling. De productie werd geselecteerd voor het Vlaams/Nederlands Theaterfestival en leverde het gezelschap voor het eerst speelreeksen in de rest van België en Nederland op.
De volgende jaren zochten de makers in producties als Indie (2005, eerste deel van de Chaostrilogie) en Moe maar op en dolend (2005) thema's op als driehoeksverhoudingen, rituelen die achter gesloten deuren plaatsvinden, of overleven in een apocalyptische metropool. Op dramaturgisch en scenografisch vlak vertaalde zich dat in fragmentarische vertelstructuren, fysiek acteerwerk en beklemmende filmische beelden met behulp van decor, licht en geluid.

### 2006 en later
In 2006 vervoegden Kirsten Pieters, Chiel van Berkel, Joost Vandecasteele (tot 2009) en Pepijn Caudron (alias Kreng) de artistieke kern en ontving het gezelschap een eerste structurele erkenning via het Kunstendecreet. De volgende jaren breidde het oeuvre uit naar verschillende disciplines en subgenres: van quasi-documentaire speeches (Prothese, 2006) tot muziektheater (Hard-boiled, 2007), van monologen (Lalaland, 2007) tot woordeloze performancerituelen (onder andere Tourniquet, 2007), van stand-upcomedy (Tines Routine, 2004) tot duister figurentheater voor kinderen (Nimmermeer, 2008).
In 2008 resulteerde een residentieperiode van Abattoir Fermé aan de Brusselse theater- en filmopleiding RITS, samen met RITS-studenten en een achttal geselecteerde jonge makers, in een reeks van negen trailers, kortfilms, making ofs en theatrale documentaires die het gezelschap presenteerde onder de gezamenlijke noemer Cinerama. In Cinerama werd o.m. de kiem gelegd voor de latere televisiereeks MONSTER!, een zesdelige sitcom rond de zelfverklaarde meestercineast Ad-Harry Shredder.
In 2008 won het gezelschap de Vlaamse Cultuurprijzen in de categorie Podiumkunsten en werd het genomineerd voor de European Culture Prize for New Theatrical Realities. Tinseltown en Nimmermeer werden geselecteerd voor het Vlaams Theaterfestival, Tourniquet voor de Nederlandse tegenhanger TF. Het gezelschap raakte bekend bij een groter publiek en brak ook internationaal verder door. Vooral de tekstloze producties als Tourniquet en Mythobarbital  werden uitgenodigd voor speelreeksen op buitenlandse theaterfestivals (onder andere in Nederland, Italië, Noorwegen, Polen en Turkije).
Eind 2009 vierde het gezelschap zijn tiende verjaardag met een herneming van Galapagos, een marathonbewerking van De Chaostrilogie (Indie - Tinseltown - Lalaland) en met de publicatie van Anatomie - 10 jaar slachten, een volumineus boek met essays, tekstfragmenten, briefwisselingen met critici, interviews met kernleden en voorheen ongepubliceerd fotomateriaal.
In 2010 bracht het gezelschap de theaterproductie Phantasmapolis en realiseerde het samen met de televisiezender Acht de reeks MONSTER!, een cult-sitcom over filmregisseur Ad-Harry Shredder.
In 2011 creëerde het gezelschap op vraag van de Vlaamse Opera de wereldcreatie L'Intruse, een opera op muziek van Dirk d'Ase gebaseerd op thema's van Maurice Maeterlinck (libretto van Stef Lernous). Hetzelfde jaar presenteerde het gezelschap Arcanum, een filmconcert waarin een stille film van het gezelschap werd begeleid door muziek van huiscomponist Kreng.
In 2012 maakte het gezelschap A Brief History of Hell, een (Nederlandstalige) satire op het kunstbedrijf die een jaar later werd geselecteerd voor zowel het Vlaamse als het Nederlandse Theaterfestival. In december 2012, de periode waarin volgens de Maya's het einde van de wereld zou plaatsvinden, pakte het gezelschap uit met Apocalypso, een vier uur durend spektakel met theater en muziek.
In 2013 creëerde Abattoir Fermé een donkere kijk op de Amerikaanse zuidelijke staten in Ghost, hernam het Tourniquet voor een opgemerkte speelreeks op het Edinburgh Fringe en ensceneerde het in coproductie met de Vlaamse Opera Tristan und Isolde van Richard Wagner.
Zowel in 2012 als 2013 ging de productie van theaterproducties hand in hand met kleinere nevenprojecten zoals de uitgave van Krengs verzamelde platenbox Works for Abattoir Fermé 2007-2011, een State of the Union van Stef Lernous op het Theaterfestival van 2012, workshops voor theaterstudenten, de vormgeving van een concerttournee en videoclip van de Vlaamse zanger Helmut Lotti, de première van een danssolo in Seoul en een bigbandconcert.
In 2014 creëerde het gezelschap een toneelbewerking van de documentaire Grey Gardens (met rollen van Chiel van Berkel en Gene Bervoets) en het eindejaarsspektakel Colossus - barok is the new black. In 2015 volgde met Alice een theaterbewerking van Lewis Carrolls klassieker.
- Bibliothèque nationale de France: cb147106730 (data)
- Gemeinsame Normdatei: 1009073745
- Library of Congress Control Number: no2010105566
- Virtual International Authority File: 135280840